# Sudebnik (1497)
 For alternative betydninger, se Sudebnik. (Se også artikler, som begynder med Sudebnik)
Sudebnik af 1497 (russisk: Судебник 1497 года) er en samling af russiske love, der blev indført af den russiske fyrste og hersker Ivan 3. i 1497 med tiltræden fra Bojardumaen. Lovsamlingen havde stor betydning for samlingen og skabelsen af den russiske stat. Lovbogen skabte ét sæt af regler, der var gældende i det fremvoksende russiske rige, og eliminerede lokale love og traditioner i rigets forskellige fyrstendømmer og provinser. Sudebnik begrænsede således de lokale jordejernes vilkårlige administrationen, der underminerede det nye regeringssystem i den fremvoksende russiske stat.
Sudebnik er baseret på tidligere russiske love, herunder Russkaja Pravda, lovene i Pskov, fyrstelige dekreter og retspraksis, og Sudebnik er i vidt omfang en kodificering af loven i Rus'. Sudebnik indførte dog en forenkling og en ensartethed af retssystemet i den fremvoksende russiske stat, ligesom den udvidede og regulerede antallet af strafbare handlinger (f.eks. oprør, helligbrøde og bagvaskelse). Sudebnik indeholdt også afsnit om, hvorledes straffesager skulle efterforskes, ligesom den beskrev, hvilke straffe de forskellige forbrydelser skulle straffes med.
For at beskytte det feudale jordejerskab indførte Sudebnik visse begrænsninger i ejendomsretten og begrænsede retten til at krydse jordejernes grænser. Sudebnik indførte også et gebyr (пожилое (posjiloe)) for bønder, der ønskede at forlade deres godsejer (Крестьянский выход (krestjanskij vykhod)), og fastsatte en årlig dag (26. november), hvor russiske bønder, der kunne skifte deres godsejer ved at flytte fra godset til en ny godsejer (Юрьев день, (Jurijs dag)).